# Видрани
Видрани (на македонска литературна норма: Видрани; на албански: Vidrani) е село в община Кичево, в западната част на Северна Македония.

## География
Селото е разположено в областта Долна Копачка на река Белица.

## История
В XIX век Видрани е чисто българско село в Кичевска каза на Османската империя. В „Етнография на вилаетите Адрианопол, Монастир и Салоника“, издадена в Константинопол в 1878 година и отразяваща статистиката на населението от 1873 година, Въдрани (Vadrani) е посочено като село с 2 домакинства със 11 жители българи.
Според статистиката на Васил Кънчов („Македония. Етнография и статистика“) към 1900 година във Видрани живеят 72 българи-християни.
На Етнографската карта на Битолския вилает на Картографския институт в София от 1901 година Видрани е чисто българско село в Кичевската каза на Битолския санджак със 7 къщи.
Цялото село е под върховенството на Българската екзархия. По данни на секретаря на екзархията Димитър Мишев (La Macédoine et sa Population Chrétienne) в 1905 година във Видрани има 80 българи екзархисти.
Статистика, изготвена от кичевския училищен инспектор Кръстю Димчев през лятото на 1909 година, дава следните данни за Видрани:
| Домакинства | Гурбетчии | Грамотни | Грамотни | Грамотни | Неграмотни | Неграмотни | Неграмотни |
| Домакинства | Гурбетчии | мъже     | жени     | общо     | мъже       | жени       | общо       |
| ----------- | --------- | -------- | -------- | -------- | ---------- | ---------- | ---------- |
| 13          | 5         | 11       | 0        | 11       | 38         | 44         | 82         |

При избухването на Балканската война в 1912 година един човек от Видрани е доброволец в Македоно-одринското опълчение.
След Междусъюзническата война в 1913 година селото попада в Сърбия.
По време на българското управление на Вардарска Македония през Първата световна война Видрани е част от Бръжданска община в Кичевска околия и има 82 жители.
На етническата си карта на Северозападна Македония в 1929 година Афанасий Селишчев отбелязва Видрани като българско село.
Църквата „Свети Никола“ е осветена в 1989 година от митрополит Тимотей Дебърско-Кичевски. Иконостасът е изработен в 1989 година, а иконите на него са дело на Мирослав Кръстески от Кичево.
Според преброяването от 2002 година селото има 8 жители македонци.
От 1996 до 2013 година селото е част от община Другово.

## Личности
Родени във Видрани
- Иван Тодоров, македоно-одрински опълченец, 18-годишен, хлебар, 4 рота на 4 битолска дружина[11]